# غرنبرو (باكينجهامشير)
غرنبرو (بالإنجليزية: Granborough)‏ هي قرية وأبرشية مدنية تقع في المملكة المتحدة في إنجلترا. يقدر عدد سكانها بـ 545 نسمة .

## أعلام
- هنري آرثر جونز